# Dichopygina duplicis
Dichopygina duplicis är en tvåvingeart som beskrevs av Vilkamaa, Hippa och Lyudmila Komarova 2004. Dichopygina duplicis ingår i släktet Dichopygina och familjen sorgmyggor.
Artens utbredningsområde är Ontario. Inga underarter finns listade i Catalogue of Life.